# Michel Merlet
Michel Merlet (* 26. Mai 1939 in Saint-Brieuc) ist ein französischer Komponist und Musikpädagoge.
Merlet besuchte ab 1952 das Konservatorium seiner Heimatstadt, das unter der Leitung von Enyss Djemil (bekannt als Francis-Paul Demillac) stand. Hier erhielt er 1956 den ersten Preis im Fach Klavier und kam in die Cembaloklasse von Marcelle de Lacour. Ab 1958 studierte er am Conservatoire de Paris Harmonielehre bei Jeanne Leleu, Kontrapunkt und Fuge bei Yvonne Desportes, Ästhetik bei Marcel Beaufils, Musikanalyse bei Olivier Messiaen und Komposition bei Tony Aubin. 1966 gewann er den Grand Prix de Rome.
Er wurde dann Dozent für Improvisation und Klavier an der Sorbonne und für Musikanalyse am Institut des Jeunes Aveugles. 1978 wurde er Professor für Fuge am Conservatoire de Paris, 1989 für Komposition an der École Normale. Ab 1979 unterrichtete er auch an der Académie Internationale Franco-Japonaise, außerdem gab er Seminare und Vorlesungen in Peking, Athen und an der Juilliard School of Music in New York.

## Werke
- Prélude für Klavier, 1961
- Gravitations für Gesang und Klavier, 1962
- Suite für Oboe, Klarinette und Fagott, 1962
- Sonate für Violine und Klavier, 1963
- Trio à cordes (thème et variations), 1963
- Diptyque, für Gesang und Klavier, 1963
- Sonatine für Klavier, 1965
- Huit études für Streichquartett, 1965
- Triptyque symphonique, 1965
- En tous sens für Flöte und Klavier, 1966
- Stabile für Klarinette und Klavier, 1967
- Musique für zwei Klaviere, 1967
- Monde s'ouvre für Trompete und Klavier, 1967
- Sonatine en trois mouvements für Flöte und Klavier, 1968
- Hommage à Manuel De Falla für Cembalo, 1969
- Divertimento da camera für Streichorchester, 1970
- Ils étaient trois petits enfants für Gesangsquartett, Flöte, zwei Klarinetten und Fagott, 1970
- Chacone für Flöte und Klavier, 1970
- Passacaille für Harfe, 1971
- Images pour les contes du Chat Perché für Konzertakkordeon, 1972
- Jeu de cartes für Klavier, 1973
- Musique de scène für Cello, 1974
- Trio für Klavier, Flöte und Cello, 1974
- Moirures, sinfonische Dichtung für Orchester, 1976
- Discours sur la méthode für Klavier zu vier Händen, 1977
- Tétrassonances für Oboe und Klavier, 1977
- Psalmos für Streichorchester, 1978
- Une soirée à Nohant für Cello und Klavier, 1979
- Concert in quatro für Violine und Streichorchester, 1979
- Une soirée à Nohant für Cello und Streichorchester, 1979
- Vingt-quatre préludes für Klavier, 1980
- Variations für Saxophonquartett, 1981
- Mini-suite für Klavier, 1982
- Quatuor à cordes, 1983–85
- Concerto für Klavier und Streichorchester, 1984
- Passacaille et fugue für Klavier, 1986
- Ostinato für Viola und Klavier, 1986
- Cinq motets a cappella, 1987
- Prélude-Interlude-Postlude für Cello und Klavier, 1988
- Concerto für zwei Klaviere und Orchester, 1989–92
- Suite für Streichtrio, 1990
- Étude miroir für Harfensextett, 1994
- Roque de sol-ut-ré für Flöte, 1995
- Six études für Violine, 1997–99
- Six études symphoniques für Klavier, 2000
- Pièce für Balalaika und Klavier, 2001

| Personendaten    | Personendaten                             |
| ---------------- | ----------------------------------------- |
| NAME             | Merlet, Michel                            |
| KURZBESCHREIBUNG | französischer Komponist und Musikpädagoge |
| GEBURTSDATUM     | 26. Mai 1939                              |
| GEBURTSORT       | Saint-Brieuc                              |